# Myotis horsfieldii
Myotis horsfieldii — вид рукокрилих роду Нічниця (Myotis).

## Поширення, поведінка
Країни проживання: Бруней-Даруссалам, Камбоджа, Китай, Гонконг, Індія, Індонезія (Балі, Ява, Калімантан, Сулавесі), Лаос, Малайзія, М'янма, Філіппіни, Таїланд, В'єтнам. У Південній Азії цей вид зустрічається в первинних лісах і чайних плантаціях поблизу джерела води. Лаштують сідала в тунелях, печерах, мостах, пальмовому листі, тріщинах у старих будівлях, тріщинах і порожниних між дерев'яними балками окремо або в невеликих групах по кілька осіб.